# Ergavia repleta
Ergavia repleta là một loài bướm đêm trong họ Geometridae.